# Raynerius de Pisis
Pour l’article homonyme, voir Rainier de Pise.

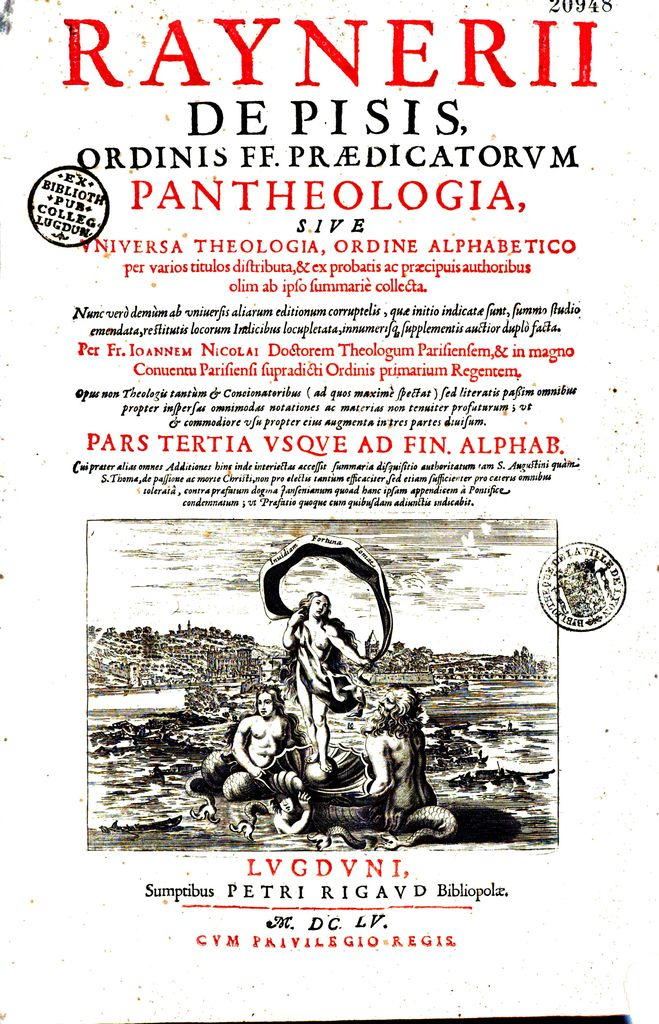
Panthéologia de Raynerius de Pisis.

Raynerius de Pisis, francisé Rainier de Pise, est un théologien dominicain de Pise, vice chancelier de l’Église romaine et évêque de Maguelone (1260-1311), connu pour être l’auteur d’un dictionnaire théologique intitulé Panthéologia, édité à Lyon en 1655.